# 高岩站 (長野縣)
高岩站（日语：／ Takaiwa eki */?）是位於長野縣南佐久郡佐久穗町大字穗積，東日本旅客鐵道（JR東日本）的小海線車站。

## 歷史
- 1919年（大正8年）3月11日：佐久鐵道 羽黑下站至小海站之間開通，此站啟用（高岩停留所）[2]。為旅客車站。
- 1934年（昭和9年）9月1日：佐久鐵道被國有化，成為國鐵車站[3]。
- 1987年（昭和62年）4月1日：伴隨國鐵分割民營化，車站由東日本旅客鐵道（JR東日本）營運[4]。
- 1991年（平成3年）：候車室翻新為成為歐式山區小屋風[1][5]。
- 1995年（平成7年）12月19]：候車室被縱火燒毀（隨後把候車室拆毀）[1][5][6]。
- 1996年（平成8年）12月：新建山區小屋風候車室[5]。

## 車站構造
車站是一座地面車站，設有1面1線單式月台。此站是無人車站。

## 使用狀況
根據「長野縣統計書」，以下為1日平均乘車人次：
- 2007年度 - 22人[1]
- 2009年度 - 20人[1]
- 2010年度 - 22人
- 2011年度 - 24人

## 車站周邊
- 千曲川
- 長野縣小海高等學校（日语：長野県小海高等学校）
- 國道141號（日语：国道141号）

## 相鄰車站
東日本旅客鐵道（JR東日本）
■小海線
馬流－高岩－八千穗

## 注腳
1. 1 2 3 4 5 6 7 8 9 10 11 12 13  信濃毎日新聞社出版部. . 信濃毎日新聞社. 2011-07-24: 150. ISBN 9784784071647 （日语）.
2. ↑  「軽便鉄道運輸開始」『官報』1919年3月18日（國立國會圖書館數碼化收藏）
3. ↑  「鉄道省告示第395・396号」『官報』1934年8月25日（國立國會圖書館數碼化收藏）
4. ↑  曾根悟（監修）. 朝日新聞出版分冊百科編集部（編集） , 编. . 週刊朝日百科. 3号 飯田線・身延線・小海線. 朝日新聞出版. 2009-07-26: 27 （日语）.
5. 1 2 3  . 信濃毎日新聞. 1996-12-04: 16（朝刊・東信2） （日语）.
6. ↑  . 信濃毎日新聞. 1997-03-19: 7（夕刊） （日语）.

## 外部連結
- 車站資訊（高岩）：東日本旅客鐵道（日語）